# Alain Boudet (poète)
Pour les articles homonymes, voir Alain Boudet et Boudet.
Alain Boudet, né le 1er août 1950 au Mans (Sarthe) et mort le 24 août 2021 à Louplande, est un poète, écrivain pour la jeunesse et professeur de lettres français.

## Biographie
Alain Boudet « suit des études de lettres qu’il termine par un mémoire sur le regard dans l’œuvre de Paul Eluard ». Il a été professeur de lettres, puis professeur documentaliste à l'Éducation nationale. Il fut coordonnateur académique en poésie, lecture et écriture dans l'académie de Nantes. Plusieurs de ses livres ont été sélectionnés pour les écoles et les collèges par le Ministère de l'Éducation nationale, entre 1991 et 2001, dans le cadre de l'opération 100 livres pour les écoles.
Alain Boudet a fondé en 1984 l'association Donner à voir, devenue maison d'édition de poésie contemporaine, et Les Amis des printemps poétiques, qui organise un festival de poésie à La Suze-sur-Sarthe depuis 1984. il s'efforce de faire connaître et apprécier la poésie par des animations d'ateliers d'écriture et des rencontres avec des lecteurs.
Il a conçu deux céderoms de poésie contemporaine : Le Promenoir vert, publié par le CRDP de Poitiers et qui propose 600 poèmes contemporains de 150 poètes, et Le Petit Promenoir, publié par le CRDP de Grenoble, qui propose 150 poèmes de 50 poètes.
Il administre un site consacré à la poésie et à ses publics : La Toile de l'un.

Il indique en 2016 : 

« Si je suis convaincu d’une chose, après quelques décennies de partage de la poésie avec des publics très variés (...), c’est que la poésie peut parler à tous, mais que peu le savent. Trop peu. Et qu’il y a nécessité pour ceux qui le peuvent ouvrent des portes vers les poèmes, proposent des voies, conçoivent des ponts qui permettent à chacune et chacun, quel que soit son âge, de découvrir que la poésie est une parole faite pour elle, pour lui. Pour eux aussi »

.
Il meurt le 24 août 2021, à l'âge de 71 ans.

## Œuvres
- Mots de saison, éditions Magnard
- Drôles d'oiseaux. 17 poèmes à chanter, 19 poèmes à lire, éditions Didier jeunesse
- Marie-Madeleine va-t-à la fontaine, éditions Rue du monde
- Marie-Madeleine nettoie sa baleine, éditions Rue du monde
- Une baleine dans mon jardin, éditions Rue du monde
- Mots de la mer et des étoiles, éditions À cœur joie
- Comme le ciel dans la mer, éditions Corps puce
- Quelques mots pour la solitude, éditions L'Épide seigle
- La Volière de Marion, éditions Corps Puce
- Au jardin d'Hélène, éditions JPL' Com
- Des mots pour vivre, éditions Corps Puce / JPL' Com
- Au cœur, le poème, éditions La Vague à l'âme
- Les Mots du paysage, éditions Écho Optique / rééd. Donner à voir
- Anne-Laure à fleur d'enfance, éditions Prospective 21 / rééd. Donner à voir
- Sur le rivage, éditions Écho optique
- Quelques instants d'elles, éditions Océanes
- Poèmes pour sourigoler, éditions Les Carnets du dessert de lune
- Poèmes pour sautijouer, éditions Les Carnets du dessert de lune
- Ici, là, Cahiers Froissart
- Le Rire des cascades, éditions Motus (sélection Ministère de l'Éducation nationale - Littérature pour le cycle 2)
- Carrés de l'hypothalamus, éditions Donner à voir
- Bribes du Sud, éditions l'Épi de seigle
- Haïku de soleil, éditions Pluie d'étoiles
- Les Mots des mois, éditions Donner à voir
- Suite pour Nathan, éditions Corps Puce
- Si peu, mais quelques mots, éditions de la Renarde rouge
- Pleine lune et bout de soie, éditions Corps Puce
- Ici là, sur le rivage, éditions de la Renarde rouge
- Rêves de la main, éditions Donner à voir
- Roissy, éditions Donner à voir
- Dépaysés, éditions Soc & Foc
- Cherchez la petite bête , illustrations de Solenn Larnicol, Rue du monde, 2018

## Prix et distinctions
- Prix Joël Sadeler 2019[6] pour Cherchez la petite bête , illustrations de Solenn Larnicol

### Décoration
Alain Boudet a été fait Chevalier des Palmes Académiques à la promotion du 1er janvier 2010.